# Cái xỏ chỉ

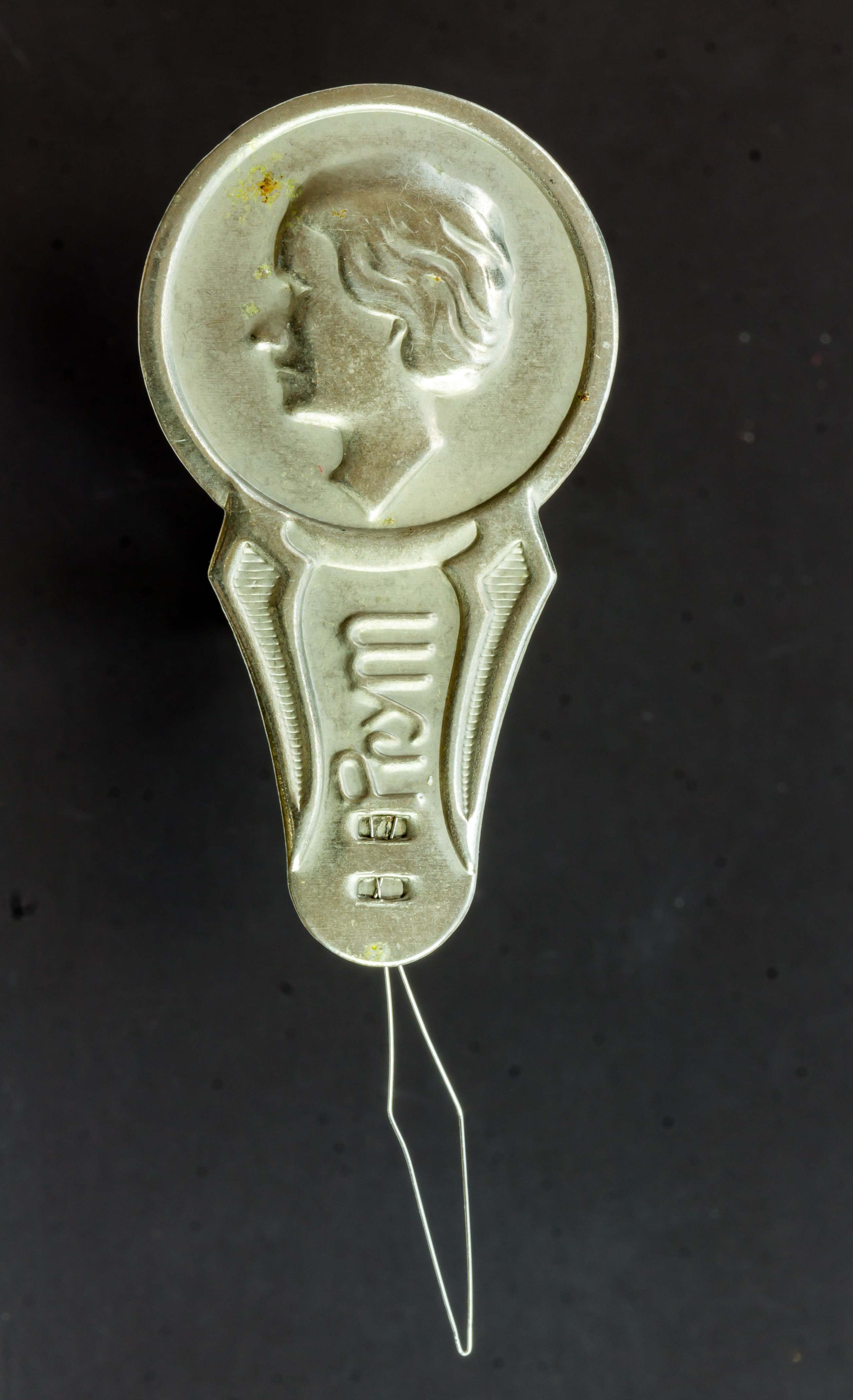

Cái xỏ chỉ (cái xâu chỉ, cái xỏ kim, cái xâu kim, tiếng Anh: needle threader) là dụng cụ để xỏ sợi chỉ qua mắt kim. Mẫu phổ biến nhất được thiết kế thời Victoria, gồm tay cầm là miếng thiếc nhỏ dẹt và phần mũi dài nhọn bằng dây thép.
Hiện nay có nhiều mẫu mới bằng nhựa. Cách dùng: đưa mũi qua mắt kim, đưa chỉ qua mắt mũi, rút mũi lại, mũi sẽ kéo chỉ theo qua mắt kim.